# 森清之助
森 清之助（もり せいのすけ、1839年（天保10年） - 1911年（明治44年）12月10日）は、日本の地方政治家。稲城村（現・東京都稲城市）の初代村長である。

## 来歴
当時稲城の森家当主だった森素直の養子になる。1880年代に森家当主になり、東長沼村の村長になる。1889年（明治22年）の市町村制発足に際して、複数の村の合併により稲城村が誕生し、初代村長に就任する。1890年（明治23年）にいったん村長を退き、議員に戻った。1901年（明治34年）に再び村長に就任し、1903年（明治36年）に再び退いた。その後間もなく議員を引退し、1911年（明治44年）12月10日に死去。72歳没。

## 家族
- 森円蔵（息子）
- 森一郎（孫）
- 森直兄（曾孫）